# Don Sebesky
Donald John Sebesky, plus connu sous le nom de Don Sebesky, né le 10 décembre 1937 à Perth Amboy (New Jersey) et mort le 29 avril 2023 à Maplewood (New Jersey), est un compositeur, arrangeur, chef d'orchestre et tromboniste de jazz américain. Il est multi-instrumentiste et peut jouer de nombreux autres instruments : claviers, piano électrique, orgue, accordéon et clavinet.

## Biographie
Sebesky s'est formé au trombone à la Manhattan School of Music. Au début de sa carrière, il a joué avec Kai Winding, Claude Thornhill, Tommy Dorsey, Warren Covington (en), Maynard Ferguson et Stan Kenton. En 1960, il commence à se consacrer principalement à l'arrangement et à la direction d'orchestre ; l'un de ses arrangements les plus connus est celui pour l'album Bumpin' de Wes Montgomery en 1965. Parmi ses autres collaborations figurent The Shape of Things to Come de George Benson, From the Hot Afternoon de Paul Desmond et First Light de Freddie Hubbard. Sa chanson "Memphis Two-Step" était la chanson titre de l'album Herbie Mann de 1971 du même nom . Son album de 1973, Giant Box, a atteint la 16e place du classement américain Billboard Jazz Albums.
Sebesky a travaillé avec des orchestres tels que l'Orchestre symphonique de Londres, l'Orchestre symphonique de Chicago, l'Orchestre Boston Pops, le New York Philharmonic, le Royal Philharmonic Orchestra et l'Orchestre symphonique de Toronto.
Sebesky a été selectionné pour trente et un Grammy Awards et a remporté trois Grammys dans les années 1990 : meilleur arrangement instrumental pour " Waltz for Debby " (1998) et pour " Chelsea Bridge " (1999), et meilleure composition instrumentale pour " Joyful Noise Suite " (1999). À deux reprises, il a remporté le Drama Desk Award pour ses orchestrations de Parade (1999) et de Kiss Me, Kate (2000). Sebesky a également remporté le Tony Award de la meilleure orchestration pour la reprise de Kiss Me, Kate.
En 1975, Sebesky a écrit The Contemporary Arranger, qui a été publié accompagné de trois disques LP.
Il a également contribué à plusieurs comédies musicales et spectacles: Porgy and Bess (London production by Trevor Nunn), Sinatra at the Palladium, Sweet Charity, Bells Are Ringing, Flower Drum Song, The Goodbye Girl, The Will Rogers Follies, Sinatra at Radio City, Pal Joey, Come Fly Away, Baby It's You!, and Honeymoon In Vegas.
Le travail de Sebesky pour la télévision a remporté trois nominations aux Emmy Awards, pour Allegra's Window sur Nickelodeon, The Edge of Night sur ABC et Guiding Light sur CBS. Il a également composé des musiques de films parmi lesquelles The People Next Door (1970), F. Scott Fitzgerald et « The Last of the Belles » (1974) et The Rosary Murders (1987).
Sebesky a arrangé des albums pour des centaines d'artistes, dont Barbra Streisand, Tony Bennett, Christina Aguilera, Britney Spears, John Pizzarelli, Michael Bublé, Liza Minnelli, Seal et Prince.
Don Sebesky a épousé Janina Serden en 1986 et a eu deux filles avec elle ; Olivia et Elisabeth. Il a eu deux fils d'un précédent mariage, Ken et Kevin, et deux filles, Ali et Cymbaline.
Sebesky est décédé à Maplewood, New Jersey, le 29 avril 2023, à l'âge de 85 ans,

## Discographie

### En tant que leader
- Don Sebesky and the Jazz-Rock Syndrome (Verve, 1968)
- The Distant Galaxy (Verve, 1968)
- Giant Box (en) (CTI, 1973)
- The Rape of El Morro (en) (CTI, 1975)
- Three Works for Jazz Soloists and Symphony Orchestra (1979, 2LP, Gryphon Records)
- Moving Lines (Doctor Jazz, 1984)
- Full Cycle (GNP Crescendo Records (en), 1984)
- Symphonic Sondheim (EMI Classics, 1991)
- Our Love Is Here to Stay (Telarc, 1997), John Pizzarelli avec le Don Sebesky Combo
- I Remember Bill: A Tribute to Bill Evans (RCA Victor, 1998)
- Joyful Noise: A Tribute to Duke Ellington (RCA Victor, 1999)

### En tant que sideman
Avec Stan Kenton
- Viva Kenton! (en) (Capitol, 1959)
- Standards in Silhouette (en) (Capitol, 1959)
- Road Show (en) (Capitol, 1959) avec June Christy et The Four Freshmen

### En tant qu'arrangeur
| Avec Chet Baker - She Was Too Good to Me (CTI, 1974) - You Can't Go Home Again (Horizon, 1977) - The Best Thing for You (A&M, 1977 [1989]) - Studio Trieste (CTI, 1982) avec Jim Hall et Hubert Laws Avec George Benson - Shape of Things to Come (A&M, 1969) - White Rabbit (CTI, 1972) - Bad Benson (CTI, 1974) - The Other Side of Abbey Road (A&M Records, 1970) Avec Kenny Burrell - Blues – The Common Ground (Verve, 1968) - Night Song (Verve, 1969) - God Bless the Child (CTI, 1971) Avec Hank Crawford - Help Me Make it Through the Night (Kudu, 1972) - We Got a Good Thing Going (Kudu, 1972) Avec Paul Desmond - Summertime (A&M/CTI, 1968) - From the Hot Afternoon (A&M/CTI, 1969) - Bridge Over Troubled Water (A&M/CTI, 1970) - Skylark (CTI, 1973) - Pure Desmond (CTI, 1975) Avec Maynard Ferguson - A Message from Newport (Roulette Records, 1958) – également compositeur et interprète - Swingin' My Way Through College (Roulette, 1959) – également interprète - Maynard Ferguson Plays Jazz for Dancing (Roulette, 1959) – également interprète - Let's Face the Music and Dance (Roulette, 1960) - Double Exposure (Atlantic, 1961) avec Chris Connor - "Straightaway" Jazz Themes (Roulette, 1961) - Maynard '62 (Roulette, 1962) - Maynard '64 (Roulette 1959-62 [1963]) – également interprète (1 titre) - The New Sounds of Maynard Ferguson (Cameo (en), 1963) - Come Blow Your Horn (Cameo, 1963) - The Blues Roar (Mainstream Records (en), 1965) Avec Astrud Gilberto - The Shadow of Your Smile (Astrud Gilberto) (en) (Verve, 1965) - Beach Samba (Verve, 1967) - Windy (en) (Verve, 1968) Avec Freddie Hubbard - First Light (CTI, 1971) - Sky Dive (CTI, 1972) Avec Jackie and Roy (en) - Time & Love (CTI, 1972) - A Wilder Alias (CTI, 1973) Avec Hubert Laws - Afro-Classic (CTI, 1970) - The Rite of Spring (CTI, 1971) - Morning Star (CTI, 1972) - Carnegie Hall (CTI, 1973) Avec Wes Montgomery - Bumpin' (Verve, 1965) - California Dreaming (Verve, 1966) - A Day in the Life (A&M, 1967) - Down Here on the Ground (A&M, 1968) - Road Song (A&M, 1968) | Avec d'autres musiciens - Joe Beck, Beck (Kudu, 1975) - Willie Bobo, A New Dimension (Verve, 1968) - Ron Carter, Pastels (Milestone, 1976) - Dizzy Gillespie, Cornucopia (Solid State, 1969) - Jim Hall, Commitment (A&M/Horizon, 1976) - Milt Jackson, Sunflower (CTI, 1972) - J. J. Johnson and Kai Winding, Israel (A&M/CTI, 1968) - Airto Moreira, Free (CTI, 1972) - Cal Tjader, The Prophet (Verve, 1968) - Stanley Turrentine, If I Could (MusicMasters, 1993) - Walter Wanderley, When It Was Done (A&M/CTI, 1968) - Randy Weston, Blue Moses (CTI, 1972) - Kai Winding, The In Instrumentals (Verve, 1965) |